# 拉特科·鲁迪奇
拉特科·鲁迪奇（1948年6月7日—），克罗地亚男子水球运动员。他曾代表南斯拉夫参加1972年和1980年夏季奥林匹克运动会水球比赛，其中1980年奥运会获得一枚银牌。